# Lipotriches grisella
Lipotriches grisella är en biart som först beskrevs av Cockerell 1913.  Lipotriches grisella ingår i släktet Lipotriches och familjen vägbin. Inga underarter finns listade i Catalogue of Life.

## Bildgalleri

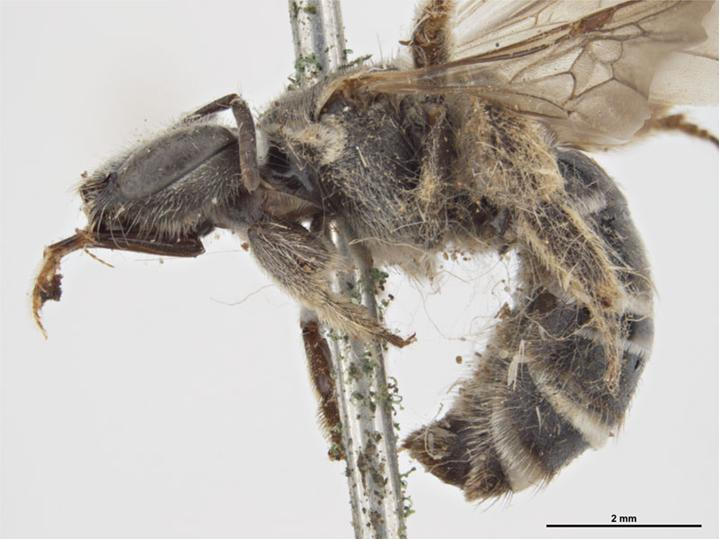